# Zabriskie Point (àlbum)
Zabriskie Point és la banda sonora de la pel·lícula Zabriskie Point de Michelangelo Antonioni. Va ser llançada originalment el febrer de 1970 i compta amb cançons de diversos artistes. Un rellançament de 1997 inclou quatre bonus tracks, cadascun d'ells de Jerry Garcia i Pink Floyd que es van utilitzar en la pel·lícula, però no en la banda sonora original. Jim Morrison de The Doors va escriure la cançó "L'America" per a la pel·lícula, però va ser rebutjada per Antonioni ("L'America" va ser editada posteriorment en l'àlbum dels The Doors L.A. Woman). Una pista dels The Rolling Stones, "You Got the Silver", apareix en la pel·lícula, però no està present en aquest àlbum.

## Llista de cançons
| Núm. | Títol                                | Composició                                                                                      | Artista                      | Durada |
| ---- | ------------------------------------ | ----------------------------------------------------------------------------------------------- | ---------------------------- | ------ |
| 1.   | «Heart Beat, Pig Meat»               | David Gilmour/Roger Waters/Richard Wright/Nick Mason                                            | Pink Floyd                   | 3:12   |
| 2.   | «Brother Mary»                       | David Lindley                                                                                   | Kaleidoscope                 | 2:42   |
| 3.   | «Excerpt from Dark Star»             | Jerry Garcia/Mickey Hart/Robert Hunter/Bill Kreutzmann/Phil Lesh/Ron "Pigpen" McKernan/Bob Weir | Grateful Dead                | 2:32   |
| 4.   | «Crumbling Land»                     | Gilmour/Waters/Wright/Mason                                                                     | Pink Floyd                   | 4:16   |
| 5.   | «Tennessee Waltz»                    | Pee Wee King/Redd Stewart                                                                       | Patti Page                   | 3:03   |
| 6.   | «Sugar Babe»                         | Jesse Colin Young                                                                               | The Youngbloods              | 2:13   |
| 7.   | «Love Scene»                         | Garcia                                                                                          | Jerry Garcia (Grateful Dead) | 7:02   |
| 8.   | «I Wish I Was a Single Girl Again»   | Roscoe Holcomb                                                                                  | Roscoe Holcomb               | 1:56   |
| 9.   | «Mickey's Tune»                      | Lindley                                                                                         | Kaleidoscope                 | 1:42   |
| 10.  | «Dance of Death»                     | John Fahey                                                                                      | John Fahey                   | 2:43   |
| 11.  | «Come in Number 51, Your Time Is Up» | Gilmour/Waters/Wright/Mason                                                                     | Pink Floyd                   | 5:01   |

| 1. | «Love Scene Improvisations (Version 1)» (Garcia)       | Jerry Garcia | 6:18 |
| 2. | «Love Scene Improvisations (Version 2)» (Garcia)       | Jerry Garcia | 8:00 |
| 3. | «Love Scene Improvisations (Version 3)» (Garcia)       | Jerry Garcia | 7:52 |
| 4. | «Love Scene Improvisations (Version 4)» (Garcia)       | Jerry Garcia | 8:04 |
| 5. | «Country Song» (Gilmour/Waters/Wright/Mason)           | Pink Floyd   | 4:37 |
| 6. | «Unknown Song» (Gilmour/Waters/Wright/Mason)           | Pink Floyd   | 6:01 |
| 7. | «Love Scene (Version 6)» (Gilmour/Waters/Wright/Mason) | Pink Floyd   | 7:26 |
| 8. | «Love Scene (Version 4)» (Gilmour/Waters/Wright/Mason) | Pink Floyd   | 6:45 |